# Granada, Nicaragua
Granada este orașul de reședință al departamentului Granada din Nicaragua, situat în vestul statului, pe malul nord-estic al lacului Nicaragua. 

## Istoric

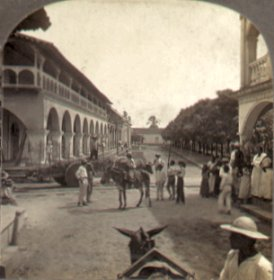
Granada, peisaj stradal circa 1905

A fost fondat în anul 1524 de către conchistadorul Francisco Hernández de Córdoba, care l-a denumit după orașul spaniol Granada.
În perioada colonială, Granada, a fost una dintre cele două capitale ale Americii Centrale, împreună cu Antigua din Guatemala, fiind un prosper port comercial cu acces la Oceanul Atlantic, prin intermediul fluviului San Juan și al Lacului Nicaragua.
Orașul a fost martorul și victima multor bătălii și invazii ale pirațiilor englezi, francezi și olandezi care au încercat ocuparea Nicaraguei.
A fost, de asemenea, reședința americanului William Walker, care a încercat cucerirea Americii Centrale în secolul al XIX-lea. După înfrîngerea lui William Walker de către forțele costaricane, unul dintre generalii acestuia Charles Frederick Henningsen a incendiat orașul, în anul 1856, distrugând majoritatea clădirilor istorice din oraș, lăsând în urmă mesajul "Here was Granada" („Aici a fost Granada”).
De-a lungul istoriei Granada, centru al conservatorilor, și-a disputat supremația în Nicaragua cu orașul León, centrul liberalilor. Disputele dintre cele două orașe au sfârșit deseori cu vărsare de sânge. În cele din urmă, compromisul a fost numirea orașului Managua, situat între cele două orașe rivale, capitala statului.

## Galerie foto

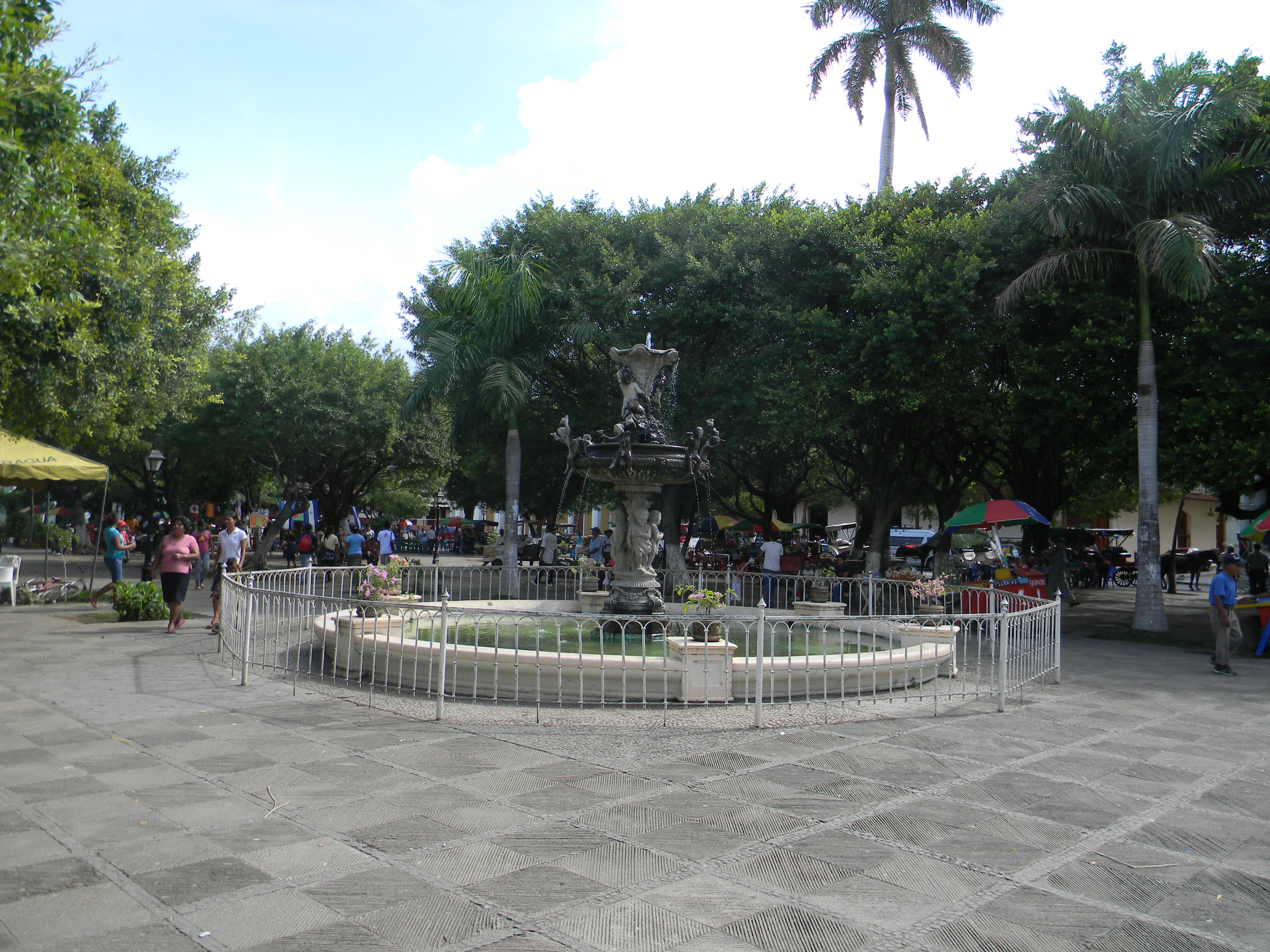
Parcul central
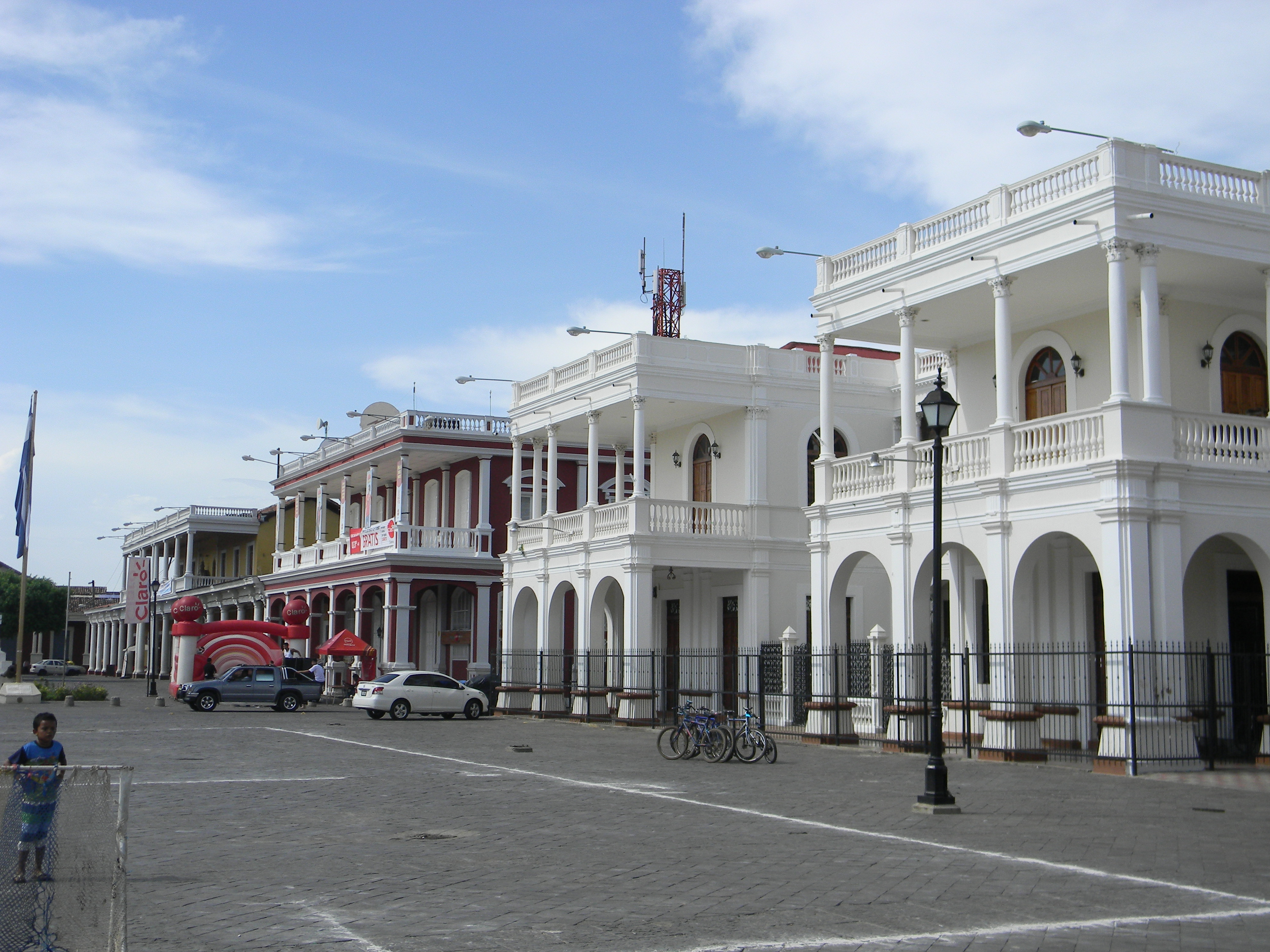
Clădiri în Piaţa Independenţei
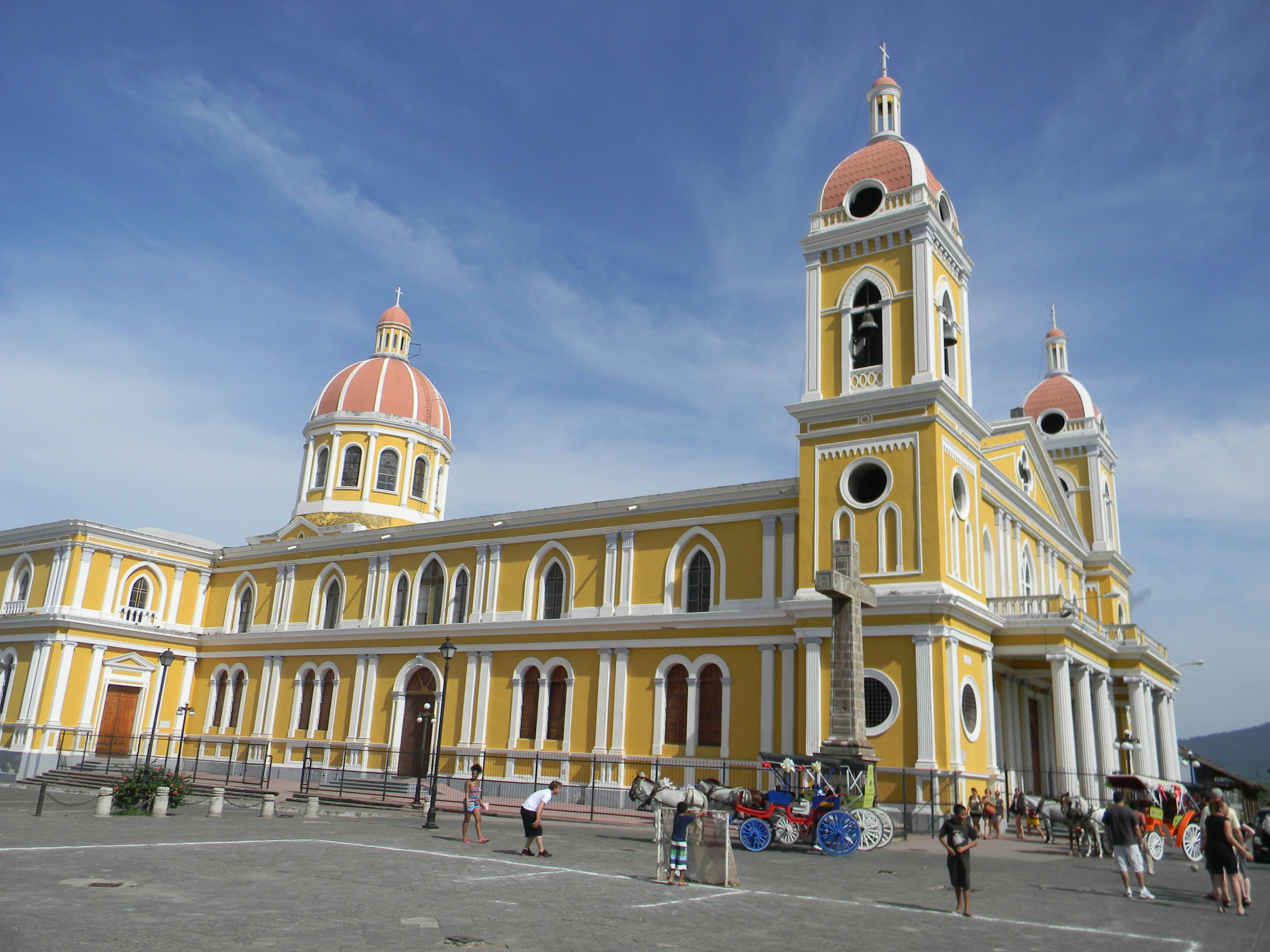
Catedrala - vedere laterală
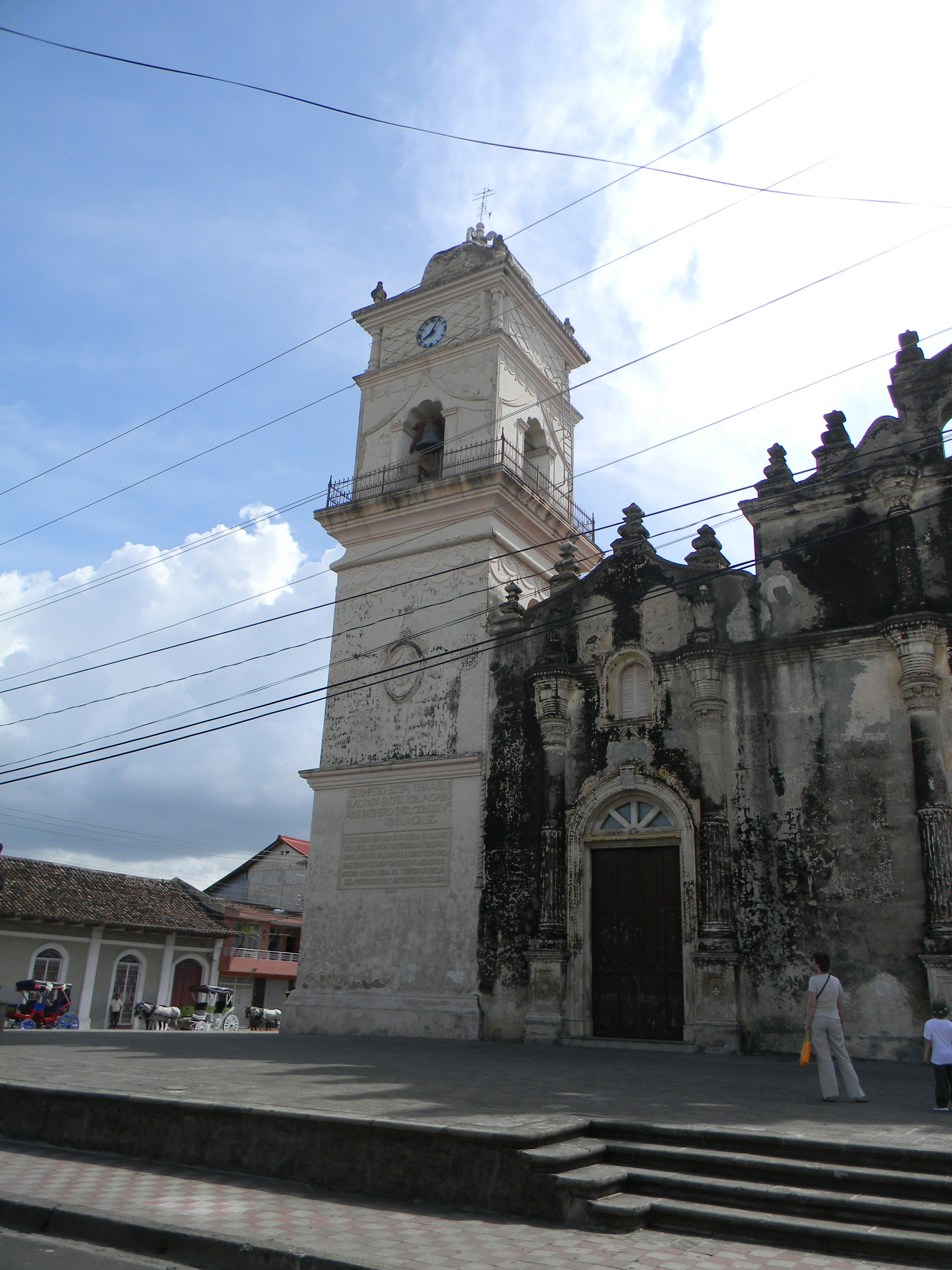
Turnul bisericii La Merced
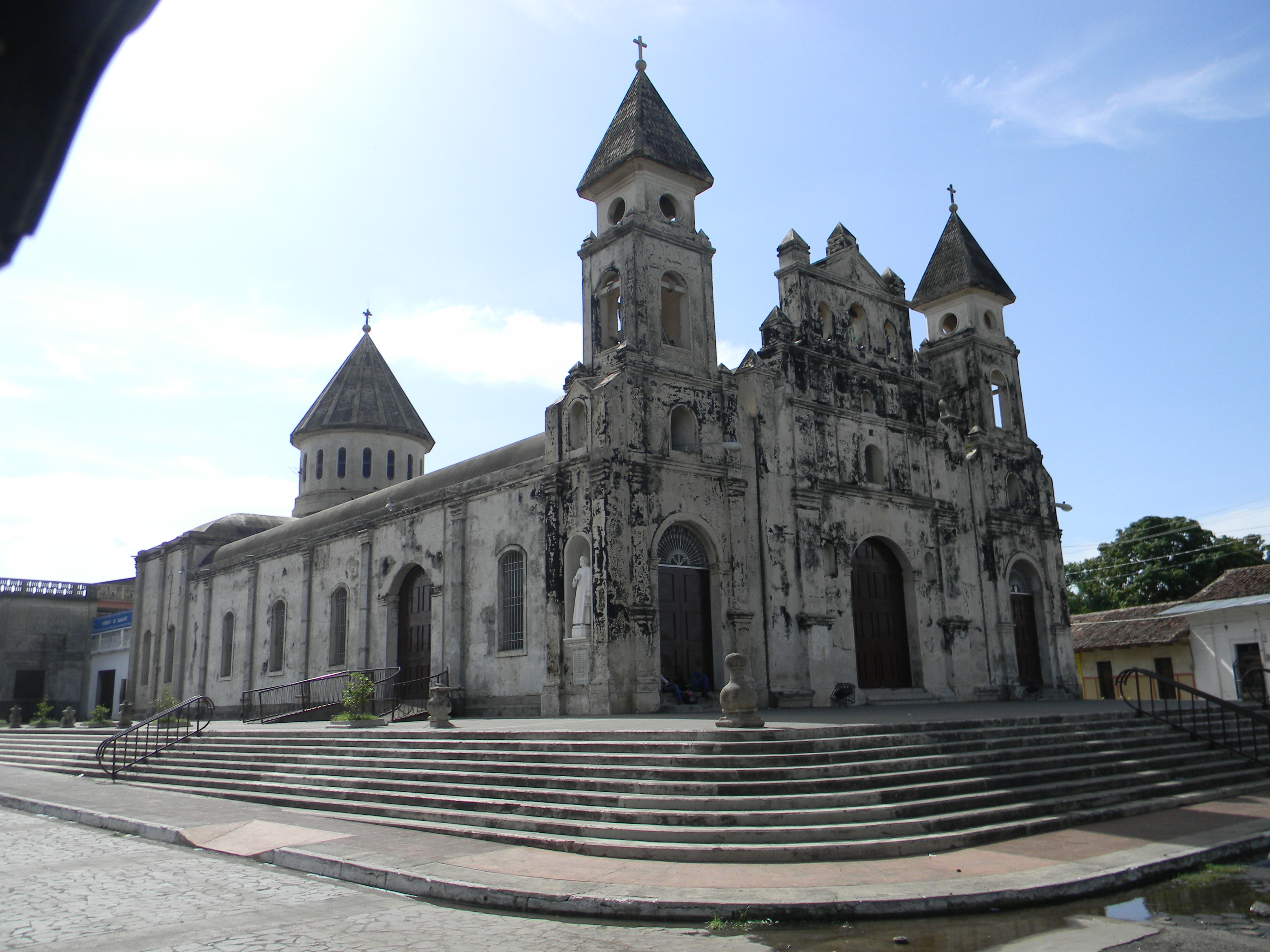
Biserica Guadalupe
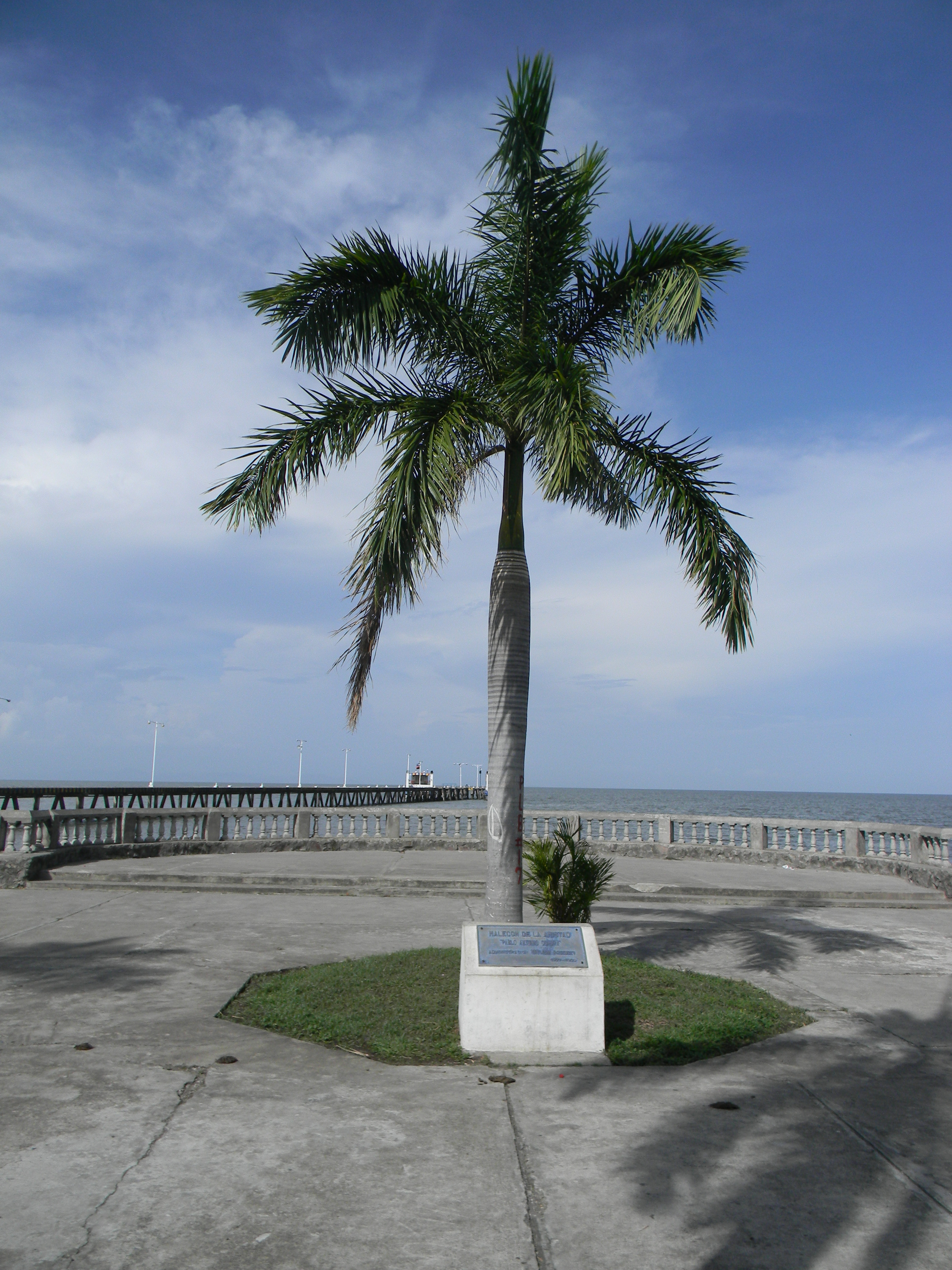
Lacul Nicaragua
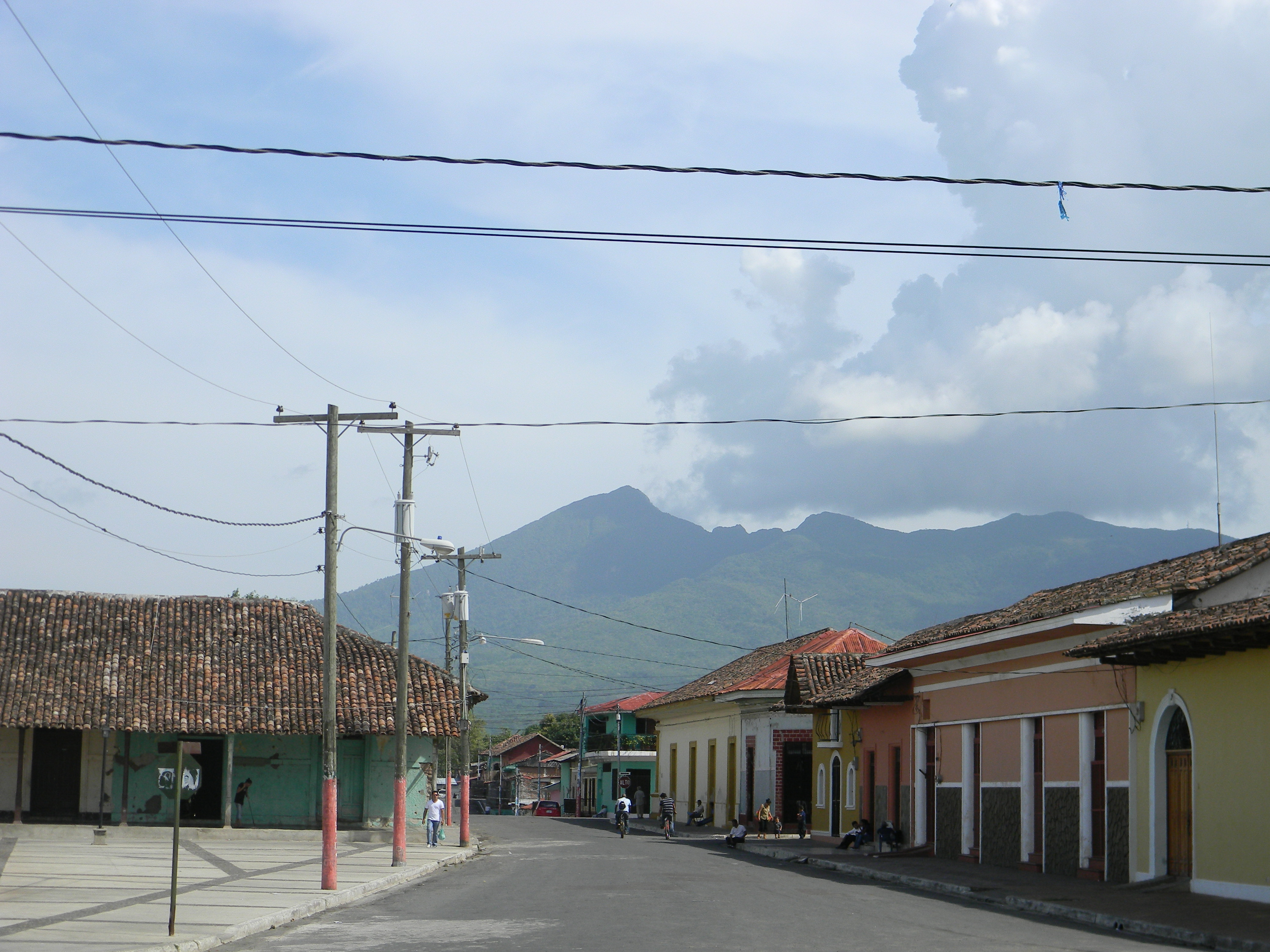
Vulcanul Mombacho, vedere din oraşul Granada